# Trajcso Kosztov
Trajcso Kosztov Dzsunev (bolgár nyelven: Трайчо Костов Джунев) (Szófia, 1897. június 17. – Szófia, 1949. december 16.) bolgár kommunista politikus, Georgi Dimitrov közeli barátja. A második világháború után aktív szerepet játszott a bulgáriai kommunista hatalomátvétel lebonyolításában, majd Dimitrov miniszterelnöksége alatt a Minisztertanács ügyvezető elnöke és a kommunista párt központi bizottságának főtitkára volt. Dimitrov tisztázatlan körülmények között bekövetkező halálát követően – Sztálin utasítására – egy koncepciós perben halálra ítélték és kötél által kivégezték.

## Élete
Trajcso Kosztov 1897. június 17-én született. A gimnázium befejezése után 1916-ban tartalékos tisztként bevonult, szakaszparancsnok volt az első világháborúban. A háború után gyorsíróként dolgozott a bolgár Népgyűlésben és jogot tanult a Szófiai Ohridi Szent Kelemen Egyetemen. 1920-tól részt vett a Bolgár Kommunista Párt tevékenységében, 1924-ben az illegálisan működő Bolgár Kommunista Párt Központi Bizottságának tagja lett. A bolgár rendőrség még ugyanebben az évben letartóztatta a Rabotnicseszki Vesztnik c. lap megjelentetéséért. Kínzással próbáltak belőle információkat kicsikarni a kommunista mozgalomról, de Kosztov inkább öngyilkosságot kísérelt meg, a főkapitányság negyedik emeletéről a mélybe vetette magát. Habár nem halt meg, súlyos sérüléseket szerzett, melyek következményeit élete végéig viselte.
1929-ben szabadon engedték, majd Moszkvába emigrált, ahol két évig a Komintern Balkáni titkárságán dolgozott. 1931-ben hazatért Bulgáriába, ahol 1936-ban a kommunista párt Politikai Bizottságának lett tagja. A második világháború alatt partizánegységeket szervezett, tevékenységéért 1942-ben öt társával együtt letartóztatták, majd egy katonai bíróság elé kerültek, mely Kosztov öt társát halálra ítélte és kivégeztette, Kosztovot azonban "csak" életfogytiglani börtönbüntetésre ítélték (a háború után a Kosztovval rossz viszonyban álló Tito ezt a tényt arra használta fel, hogy befeketítse ellenfelét, azt állítva, hogy Kosztov azért úszta meg a kivégzést, mert társai ellen vallott a bíróságon).
1944-ben szabadult ki a börtönből, majd még ugyanebben az évben a Bolgár Kommunista Párt főtitkárává nevezték ki, ezt a tisztséget 1946-ban átadta a Szovjetunióból hazatérő Dimitrovnak. A Központi Bizottság tagjaként vehemensen tiltakozott a bolgár–jugoszláv konföderáció megvalósítása ellen, ezzel kivívva Tito ellenszenvét. A szovjet–jugoszláv viszony rosszra fordulása után Kosztov és Valko Cservenkov vettek részt a Kominform bukaresti ülésén, amelyen Titót elmarasztalták és Jugoszláviát kizárták tagjaik közül (Dimitrov tüntetően távol maradt).
Kosztov a Szovjetunióval szemben is kritikusan viselkedett: 1947-ben egy moszkvai konferencián szóvá tette a szovjet–bolgár gazdasági egyezmény néhány igazságtalan intézkedését, sőt 1947 szeptemberétől utasította a bolgár kereskedelmi képviseleteket, hogy a Szovjetunióval szemben is alkalmazzák az államtitkok megőrzésére vonatkozó törvényt. Kosztovnak ez a lépése a későbbiekben végzetessé vált számára.
1948-ban megkezdődtek egy kelet-európai, kommunista pártokon belüli tisztogatás előkészületei, melynek megszervezésével Sztálin Lavrentyij Beriját, a szovjet titkosszolgálat vezetőjét bízta meg. Berija a bulgáriai tisztogatás főszereplőjének Kosztovot szemelte ki.

## Pere
Mikor 1949 januárjában Dimitrov eltűnt Bulgáriából és helyére sógora, Valko Cservenkov került (aki korábban szovjet ügynök), Kosztovot is kiszorították a politikai életből. 1949 elején Kosztovot "nacionalista elhajlással" vádolták meg és önkritika gyakorlására szólították fel. Március 26 – 27 között a Központi Bizottság ülésén "szovjetellenes" tevékenységgel vádolták meg, és kizárták Politikai Bizottságból, valamint felmentette a Gazdasági Tanács elnöki posztjáról, de rövidesen áthelyezték a Nemzeti Könyvtár politikailag teljesen súlytalan posztjára. Június 11-én felmentették összes állami- és pártfunkciója alól és kizárták a pártból is.
Kosztovot már június 10-én letartóztatták. Négy hónapig tartották fogva és rendszeres kínzással rávették egy beismerő vallomás aláírására, melyben "bevallotta", hogy Tito és az angol illetve amerikai hírszerzés szövetségeseként Bulgáriát megpróbálta kiszakítani a Szovjetunióval "baráti viszonyban" levő országok közösségéből és kiszolgáltatni a nyugati "imperialista" hatalmaknak. Kosztov letartóztatását követően több mint 200 magas rangú pártfunkcionáriust tartóztattak le, hasonló vádakkal.
Kosztov pere 1949. december 7 – 14. között zajlott le, a nyilvánosság teljes mellőzésével. A bíróság elnöke Borisz Lozanov volt. Kosztovon kívül még tíz ember ült a vádlottak padján: Ivan Sztefanov korábbi pénzügyminiszter, Nikola Pavlov korábbi építésügyi miniszterhelyettes, Vaszil Ivanovszki, a Propaganda Osztály korábbi vezetője, Nikola Nacsev, a Gazdasági Tanács korábbi alelnöke, Borisz Andronov Hrisztov korábbi moszkvai kereskedelmi attasé, Conju Concsev, a Nemzeti Bank korábbi igazgatója, Ivan Szlavov Gevrenov, az Ipari Minisztérium korábbi osztályvezetője, Ivan Georgiev Tutev, a Külkereskedelmi Minisztérium korábbi osztályfőnöke, Ilija Bajalcaliev, a Építőmunkások Szakszervezetének korábbi titkára és Blagoj Hadzsipanzov, aki 1947-et megelőzően Jugoszlávia szófiai nagykövete volt, de a Kominform bukaresti ülése után lemondott pozíciójáról és Szófiában maradt.
A bírósági tárgyaláson Kosztov – a bíróság nagy meglepetésére – visszavonta a kínzások hatására aláírt jegyzőkönyvben foglaltakat, ezért a bíróság elnöke kivezettette a teremből és a tárgyalást a jegyzőkönyv felolvasásával folytatták, majd az ítéletet is ez alapján hozták meg. December 14-én a bíróság Kosztovot halálra, Sztefanovot és Pavlovot életfogytiglanra, Nacsevet, Csoncsevet, Szlavovot, Tutevet és Hadzsi-Panzovot 15 évi, Andonovot és Atanaszovot 12 évi, Bajalzalievet 8 évi fegyházbüntetésre ítélte.
Az utolsó szó jogán Kosztov a következőket mondta:
Igen tisztelt bíróság! Az utolsó szó jogán kötelességemnek tartom kijelenteni a bíróság és rajta keresztül a bolgár közvélemény előtt, hogy sohasem álltam az angol kémszervezet szolgálatában, sohasem vettem részt a Tito-klikk bűnös összeesküvésében, a Szovjetunió iránt mély tisztelettel és megbecsüléssel viseltettem.
Kegyelmi kérvényét a Legfelsőbb Bíróság december 16-án elutasította, az ítéletet pedig még aznap végrehajtották.

## A per utóélete

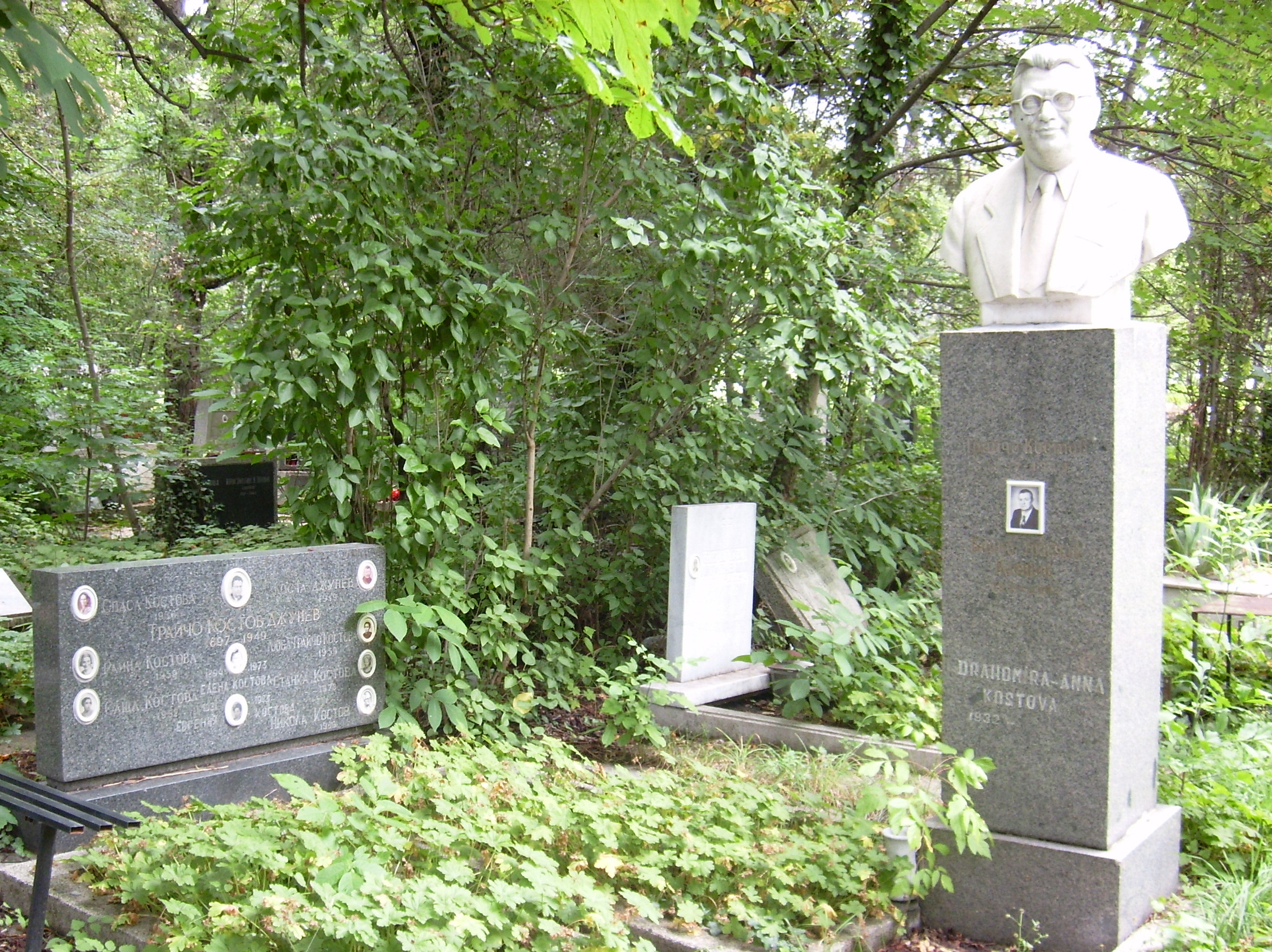
Trajcso Kosztov sírja Szófia központi temetőjében.

Kosztov perét mellékperek sokasága követte, melynek során több mint 200 pártfunkcionáriustól szabadultak meg. Emellett párttagok százait internálták bírósági tárgyalás nélkül internálótáborokba. A negyven tagú Központi Bizottság 40 tagjából 17-en bíróság elé kerültek.
A Sztálin halálát követő enyhülési időszakban Kosztov ügye újra a Legfelsőbb Bíróság elé került, mely 1956. november 6-án törvénytelennek minősítette az 1949-es ítéletet, az elítélteket pedig felmentette az ellenük felhozott vádak alól, posztumusz helyreállítva párttagságukat is.